# Floém
Floém (lat. phloem, z řec. φλοιός, phlóios; kůra), také lýko, leptom je součást cévních svazků. U cévnatých rostlin je floém systémem pletiv, která rozvádějí organické živiny (produkty fotosyntézy), především sacharózu (cukr), do všech částí rostliny, kde je třeba. U stromů se floém nachází pod nejvnitřnější vrstvou borky. Floém je odpovědný především za transport rozpustných organických látek vytvořených během fotosyntézy.

## Struktura
Hlavním vodivým elementem jsou u krytosemenných tzv. sítkovice. U nahosemenných a kapraďorostů je nahrazují tzv. sítkové buňky.

Příčný řez stonkem lnu setého:
1. dřeň
2. protoxylém
3. primární xylém
4. primární floém
5. sklerenchym (lýkové vlákno)
6. primární kůra
7. epidermis

### Sítkovice
Buňky sítkovic postrádají jádro, mají velmi málo vakuol, ale obsahují ostatní organely, jako například ribozomy. Endoplazmatické retikulum je soustředěno na bočních stěnách. Sítkovice jsou tvořeny řadami protáhlých samostatných buněk. Příčné stěny buněk spolu s velkým počtem pórů jsou nazývány sítková políčka. Kromě pórů mají také zvětšená plasmodesmata.

### Buňky průvodní
Většina funkcí buněk sítkovic je umožněna mnohem menšími buňkami průvodními – typickými rostlinnými buňkami. Na rozdíl od sítkovic mají obvykle větší počet ribozomů a mitochondrií. Je to způsobeno tím, že buňka průvodní je metabolicky aktivnější. Cytoplazma buněk průvodních je se sítkovými elementy spojena plasmodesmaty. Buňky průvodní se vyvíjejí jen u krytosemenných rostlin.

### Lýkový parenchym a lýkový sklerenchym
Vodivý parenchym, který je součástí lýka, se nazývá lýkový parenchym. Jeho funkce je zásobní a rozvod látek na krátké vzdálenosti.
Lýkový sklerenchym (nebo také „tvrdé lýko“) obsahuje provazce sklerenchymatických buněk. Ty zvyšují pevnost lýka v tahu. Mohou sloužit jako textilní vlákna – příkladem je len setý.

Floém (oranžově) přenáší produkty fotosyntézy do dalších částí rostliny

## Funkce
Na rozdíl od xylému (jehož cévy a cévice jsou tvořeny buňkami odumřelými) jsou vodivé elementy kompletně tvořeny živými buňkami, které transportují mízu. Míza je roztok na bázi vody. Je bohatá na cukry vytvořené fotosyntetizujícími částmi rostliny. Cukry jsou přenášeny do nefotosyntetizujících částí (např. kořenů) nebo do zásobních struktur (např. hlíz a cibulí).
V roce 1926 vysvětlil dendrolog a vědec v oboru lesnictví Ernst Münch (1876–1946) mechanismus transportu asimilátů ve floému. Vysoká koncentrace organické hmoty uvnitř buněk floému ve zdroji, například listu, vytváří osmotický potenciál, který umožňuje vést vodu do ostatních buněk. Floémová míza je transportována od „zdroje cukrů“ k „místům spotřeby cukrů“ pomocí turgoru. Zdrojem cukrů je jakákoli část rostliny schopná jejich produkce nebo uvolňování.
Během růstového období rostliny, obvykle na jaře, jsou zásobní orgány (např. kořeny) zdrojem sacharidů a vzrostné části rostliny místem spotřeby cukrů. Přenos látek ve floému je dvousměrný, zatímco v buňkách xylému je pouze jednosměrný, vzestupný. Po růstovém období, kdy meristémy nejsou aktivní, se role vymění – listy se stávají zdrojem a zásobní orgány místem spotřeby.

### Kroužkování
Vzhledem k mělkému uložení floému lze u rostlin použít metodu zvanou kroužkování. Kroužkování ovocných stromů se provádělo dříve často u jabloní a hrušní s bujným růstem a malou plodností. Dnes se tomuto zásahu předchází roubováním na zakrsle rostoucí podnože. V současné praxi lze kroužkování použít k posílení růstu u jednotlivých pupenů.
Kroužkování je pozapomenutá, kdysi tradiční metoda péče o nízký a střední les, běžně dodnes využívaná v řadě evropských zemí. V pruhu o výšce 20–30 cm se přeruší vodivá pletiva po obvodu kmene. Okroužkované dřeviny zůstávají stát a postupně odumírají; rostlina nemůže dopravit živiny z horních částí ke kořenům.
Pěstitel má možnost vypěstovat větší plody (které lze spatřit na přehlídkách) tak, že zaškrtí lýko rostliny a zanechá na ní pouze několik plodů. Cukry se tak hromadí v horních částech rostliny, protože zaškrcení omezuje jejich průchod ke kořenům. Plody tím získávají na velikosti.[zdroj?]

## Původ
Pletiva vodivá a zpevňovací vznikla s přechodem rostlin na souš. Tvorba floému probíhá ve dvou fázích. Primární floém je diferenciován z prokambia. V této fázi rozlišujeme dva typy primárního floému – protofloém a metafloém. Protofloém se diferencuje jako první, metafloém se diferencuje po něm. U metafloému se již objevují buňky průvodní. Sekundární floém je diferenciován ze sekundárního meristému kambia, a to na jeho vnější straně.